# Харсіан
Фема Харсіан (грец. Χαρσιανόν) — фема (військово-адміністративна одиниця) Візантійської імперії, яка розташовувалась у центральній Анатолії (сучасна Туреччина), а також однойменна фортеця, від якої фема отримала назву.

## Історія

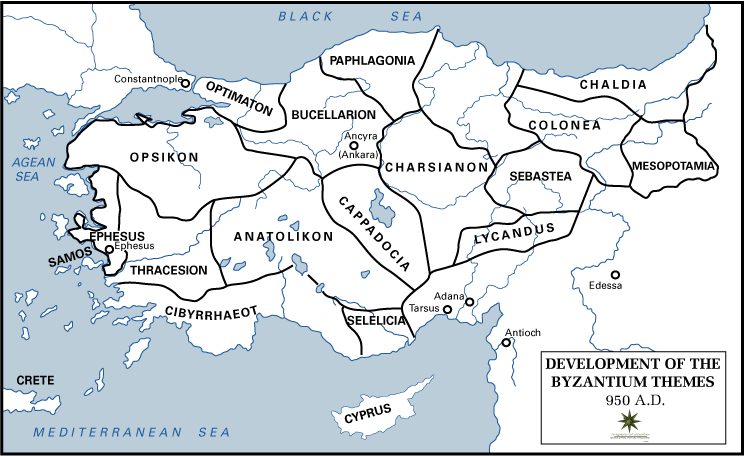
Мала Азія близько 950 року

Фортеця Харсіан (грец. Χαρσιανόν κάστρον; араб. Qal'e-i Ḥarsanōs) вперше згадується 638 року за часів першої хвилі мусульманського завоювання та ніби отримала свою назву на честь воєначальника Юстиніана I. Араби вперше захопили фортецю 730 року, й вона залишалась предметом суперечок упродовж всього наступного століття арабсько-візантійських війн. На початку IX століття фортеця стала центром клісури — окремо керованим укріпленим прикордонним районом. Десь між 863 і 873 роками клісура отримала статус повноправної феми, збільшена за рахунок територій таких сусідніх фем: Букеларії, Арменіакону та Каппадокії. Вона стояла на середньому рівні серед інших фем під управлінням стратига, який отримував річний оклад у розмірі 20 фунтів золота та командував, відповідно до арабських джерел, 4 тисячами солдат і чотирма фортецями .
У X столітті фема Харсіан стала головним оплотом земельної військової аристократії на чолі зі знатними родами Аргірів, Дук,Фок і Малеїнів, які мали там свої будинки та маєтки. Після 1045 року значна кількість вірменів, в тому числі й колишній цар Гагік II, переселились до цієї феми, що призвело до суперечок з місцевими греками. Цю фему захопили турки-сельджуки після битви при Манцикерті 1071 року. Гагік II засвідчений як останній дукс Харсіану в 1072–1073 роках.